# La Masera
La Masera, La Masera de Hinojedo o Castíu es una elevación del terreno con forma de meseta situada en Hinojedo, localidad del municipio cántabro de Suances (España), siendo su silueta una imagen característica del paisaje de Hinojedo y alrededores. Alcanza una altura de 153,6 metros. Limita al nordeste con Cortiguera, estando el límite de este pueblo señalado por un mojón a media ladera en la parte norte. 
El lugar alberga varios yacimientos arqueológicos que evidencian la presencia humana en diferentes momentos de la Prehistoria y la Historia: Paleolítico antiguo, Neolítico avanzado-Calcolítico, Edad del Bronce final, Protohistoria y medievo.

## Etimología
El término La Masera es un término incorporado en el siglo XX y hace referencia al parecido de esta pequeña meseta con una masera,. El topónimo Castíu, el más extendido entre los habitantes oriundos de Hinojedo, se ha ido relegando en los últimos años por la pujanza del primero. Esta última denominación aparece escrita por primera vez en un documento de heredades datado en el año 998 d. C, y probablemente también en referencia a la particular forma «acastillada» de la elevación. El topónimo se repite en otras elevaciones próximas, como es el caso de Vispieres, una atalaya próxima conocida localmente como castíu. 

## Restos arqueológicos
Los restos arqueológicos presentes en esta elevación son numerosos y variados. En su cima, denominada localmente La Llana, se encuentran restos de un castro cántabro de la Edad del Hierro II. Estos restos están muy afectados por la agresión descontrolada de sus últimos propietarios, los cuales realizaron un levantamiento de tierras para crear una pista de aterrizaje de avionetas. Las obras fueron detenidas por las autoridades pero el daño ya es irreparable. Las obras afectaron a una cuarta parte de la superficie total. Son visibles los restos de murallas defensivas hacia el nordeste. Al pie de la elevación, en la cara sureste y en un plano bastante más bajo, se encuentra El Castro, con yacimientos prehistóricos, de la Edad de Bronce y Edad del Hierro, así como altomedievales. Entre otros, aparecieron un puñal de bronce y un molino manual de piedra. Actualmente este yacimiento se encuentra muy deteriorado por su utilización como circuito de motocrós.